# تخطيط بدائل الغد بأمل
تخطيط بدائل الغد بالأمل (PATH) هي عملية تخطيط قائمة على نقاط القوة متمحورة حول الشخص طورها جون أوبراين ومارشا فورست وجاك بيربوينت. وصُممت عملية باث لمساعدة الشخص المُركّز على بناء رؤيته الخاصة لحياته وتصوّر أوجه الدعم والروابط التي ستساعده على تحقيق هذه الرؤية.

## الوصف
باث هي عملية تخطيط تعتمد على نقاط القوة وتركز على الشخص طورها جون أوبراين ومارشا فورست وجاك بيربوينت الذين طوروا أيضًا نظام تخطيط العمل في جامعة ماكجيل (مابس). صممت عملية باث لمساعدة الشخص الذي يركز على تحديد رؤيته الخاصة لحياته وتخيل الدعم والاتصالات التي ستساعده في تحقيق هذه الرؤية. وعلى عكس عمليات التخطيط الأخرى التي تركز على الشخص فإن باث يهدف أيضًا إلى أن يكون فرصة لبناء المجتمع ولا يقتصر على أنظمة الخدمة الحالية. يختار الشخص الذي يركز عليه الأشخاص من دوائر دعمه الذين يدعوهم إلى اجتماعات باث الخاصة به ويشجعوه على تضمين ليس فقط مقدمي الخدمة ولكن أيضًا أولئك الذين يتشاركون هوية أو ثقافة مشتركة مع الشخص الذي يركز عليه. صممت باث لتطوير خطة شاملة وأهداف للعمل من أجلها. في باث تكون خطة الخدمة مجرد استجابة أحد الأطراف لكيفية المساهمة في رؤية الشخص الذي يركز عليه لحياته. ويتضمن باث ويؤكد على التوثيق وهياكل المساءلة لأن المتابعة للأشخاص الداعمين ضرورية لرفاهية العميل. وهو مناسب بوجه خاص للمواقف التي يكون فيها جميع المشاركين على دراية بالفعل بالشخص الذي يركز عليه لأنه لا يتضمن مكونات جمع المعلومات.
يُعد برنامج باث أحد أدوات التخطيط الرئيسية التي تركز على الشخص قيد الاستخدام إلى جانب تخطيط نمط الحياة الأساسي وتخطيط المستقبل الشخصي وتصميم الخدمة الفردية وتحقيق الإجراءات (ماب) ودوائر الدعم وتخطيط العمل الجماعي (غاب) ونظام تخطيط العمل في جامعة ماكجيل (مابس).

## خطوات تنفيذ الباث
1. تشكيل فريق
2. تحديد النتيجة المرجوة
3. ترتيب الميسر
4. ضمان مشاركة الشخص الذي يخطط لمستقبله
5. عقد الجلسة
6. متابعة[10]

## خطوات جلسة تخطيط باث
تنطلق خطوات باث من مستقبل مثالي وتعمل بثبات نحو إجراءات ملموسة. وهذا فريد من نوعه بين مناهج بيه سي بيه
1. تخيل حلمك الذي يعكس مبادئك وهويتك وقيمك
2. اختر التركيز الخاص بك للعام المقبل.
3. أين أنت الآن؟
4. تحديد الأشخاص الذين سيسجلوهم في الرحلة
5. التعرف على طرق بناء القوة
6. تحركات الرسم البياني للأشهر القليلة القادمة
7. التخطيط للأشهر الثلاثة القادمة
8. الالتزام بالخطوة الأولى[11][7][12]

## الاستقبال
يُعد برنامج باث شائعًا جزئيًا بسبب وفرة الموارد المتاحة وقد كُيف برنامج باث للاستخدام في الفصول الدراسية مع كون المجموعة مكونة من زملاء الدراسة أو ربما تشمل الآباء. توجد العديد من الكتب التي تستخدم برنامج باث في البيئات المدرسية. نفذ برنامج باث في العديد من البلدان بما في ذلك كندا وإيطاليا ونيوزيلندا والمملكة المتحدة والولايات المتحدة.